# Уравнение Лейна — Эмдена

Решения уравнения Лейна—Эмдена при n = 0, 1, 2, 3, 4, 5

Уравнение Лейна — Эмдена в астрофизике — безразмерная форма уравнения Пуассона для гравитационного потенциала ньютоновской самогравитирующей сферически-симметричной политропной жидкости. Уравнение носит название по фамилиям астрофизиков Джонатана Лейна и Роберта Эмдена. Уравнение имеет вид
{\displaystyle {\frac {1}{\xi ^{2}}}{\frac {d}{d\xi }}\left({\xi ^{2}{\frac {d\theta }{d\xi }}}\right)+\theta ^{n}=0,}
где  {\displaystyle \xi } — безразмерный радиус,  {\displaystyle \theta } связано с плотностью и, следовательно, с давлением, соотношением {\displaystyle \rho =\rho _{c}\theta ^{n}} для центральной плотности {\displaystyle \rho _{c}}. Показатель {\displaystyle n} является индексом политропы, упоминаемым в политропном уравнении состояния
{\displaystyle P=K\rho ^{1+{\frac {1}{n}}}\,}
где {\displaystyle P} и {\displaystyle \rho } — давление и плотность, {\displaystyle K} — коэффициент пропорциональности. Стандартные начальные условия: {\displaystyle \theta (0)=1} и {\displaystyle \theta '(0)=0}. Решения описывают зависимость давления и плотности от радиуса и представляют политропы с индексом {\displaystyle n}. Если вместо политропного вещества рассматривается изотермическое, то уравнение называют уравнением Чандрасекара.

## Применение
В физическом смысле гидростатическое равновесие связывает градиент потенциала, плотность и градиент давления, уравнение Пуассона связывает потенциал и плотность. Следовательно, если существует уравнение, связывающее изменение давления с изменением плотности, то можно получить решение данной задачи. Выбор политропного газа, рассматриваемого в задаче, обеспечивает краткое формулирование задачи и приводит к уравнению Лейна — Эмдена. Уравнение является важной аппроксимацией для параметров самогравитирующих шаров плазмы, таких как звёзды, но всё же это приближение налагает ограничения на модель.

## Вывод уравнения

### Из условия гидростатического равновесия
Рассмотрим самогравитирующее сферически-симметричное распределение жидкости в состоянии гидростатического равновесия. Масса сохраняется, вещество описывается уравнением неразрывности:
{\displaystyle {\frac {dm}{dr}}=4\pi r^{2}\rho ,}
где {\displaystyle \rho } является функцией {\displaystyle r}. Уравнение гидростатического равновесия имеет вид
{\displaystyle {\frac {1}{\rho }}{\frac {dP}{dr}}=-{\frac {Gm}{r^{2}}},}
где {\displaystyle m} также является функцией {\displaystyle r}. Повторное дифференцирование приводит к выражению
{\displaystyle {\begin{aligned}{\frac {d}{dr}}\left({\frac {1}{\rho }}{\frac {dP}{dr}}\right)&={\frac {2Gm}{r^{3}}}-{\frac {G}{r^{2}}}{\frac {dm}{dr}}\\&=-{\frac {2}{\rho r}}{\frac {dP}{dr}}-4\pi G\rho ,\end{aligned}}}
где для замены градиента массы было применено уравнение непрерывности. Домножаем обе части равенства на {\displaystyle r^{2}} и переносим слагаемые с производными {\displaystyle P} в левой части:
{\displaystyle r^{2}{\frac {d}{dr}}\left({\frac {1}{\rho }}{\frac {dP}{dr}}\right)+{\frac {2r}{\rho }}{\frac {dP}{dr}}={\frac {d}{dr}}\left({\frac {r^{2}}{\rho }}{\frac {dP}{dr}}\right)=-4\pi Gr^{2}\rho .}
Делим обе части на {\displaystyle r^{2}}, при этом получается в некотором смысле размерная форма требуемого уравнения. Если заменить политропное уравнение состояния  на {\displaystyle P=K\rho _{c}^{1+{\frac {1}{n}}}\theta ^{n+1}} и {\displaystyle \rho =\rho _{c}\theta ^{n}},то равенство примет вид
{\displaystyle {\frac {1}{r^{2}}}{\frac {d}{dr}}\left(r^{2}K\rho _{c}^{\frac {1}{n}}(n+1){\frac {d\theta }{dr}}\right)=-4\pi G\rho _{c}\theta ^{n}.}
Выполним подстановку {\displaystyle r=\alpha \xi }, где
{\displaystyle \alpha ^{2}=(n+1)K\rho _{c}^{{\frac {1}{n}}-1}/4\pi G,}
при этом получим уравнение Лейна — Эмдена,
{\displaystyle {\frac {1}{\xi ^{2}}}{\frac {d}{d\xi }}\left({\xi ^{2}{\frac {d\theta }{d\xi }}}\right)+\theta ^{n}=0.}

### Из уравнения Пуассона
Аналогично, можно начать вывод с уравнения Пуассона:
{\displaystyle \nabla ^{2}\Phi ={\frac {1}{r^{2}}}{\frac {d}{dr}}\left(r^{2}{\frac {d\Phi }{dr}}\right)=4\pi G\rho .}
Можно заменить градиент потенциала с помощью уравнения гидростатического равновесия:
{\displaystyle {\frac {d\Phi }{dr}}=-{\frac {1}{\rho }}{\frac {dP}{dr}},}
что снова даёт размерную форму искомого уравнения.

## Решения
Для заданного значения индекса политропы {\displaystyle n} обозначим решение уравнения как {\displaystyle \theta _{n}(\xi )}. В общем случае уравнение приходится решать численно для определения {\displaystyle \theta _{n}}. Существуют точные аналитические решения для определённых значений {\displaystyle n}, в частности для {\displaystyle n=0,1,5}.  Для {\displaystyle n} между 0 и 5 решения непрерывны и конечны по протяжённости, радиус звезды задаётся выражением  {\displaystyle R=\alpha \xi _{1}}, где {\displaystyle \theta _{n}(\xi _{1})=0}.
Для данного решения {\displaystyle \theta _{n}} профиль плотности задаётся выражением
{\displaystyle \rho =\rho _{c}\theta _{n}^{n}}.
Полную массу {\displaystyle M} модельной звезды можно найти при интегрировании плотности по радиусу от 0 до {\displaystyle \xi _{1}}.
Давление можно определить при помощи политропного уравнения состояния {\displaystyle P=K\rho ^{1+{\frac {1}{n}}}}, то есть
{\displaystyle P=K\rho _{c}^{1+{\frac {1}{n}}}\theta _{n}^{n+1}.}
Наконец, если газ является идеальным, то уравнение состояния имеет вид {\displaystyle P=k_{B}\rho T/\mu }, где {\displaystyle k_{B}} — постоянная Больцмана, {\displaystyle \mu } — средний молекулярный вес. Профиль температуры выглядит следующим образом:
{\displaystyle T={\frac {K\mu }{k_{B}}}\rho _{c}^{1/n}\theta _{n}.}

### Точные решения
В случае сферически-симметричного распределения вещества уравнение Лейна — Эмдена интегрируется только для трёх значений индекса политропы {\displaystyle n}.

#### n= 0
Если {\displaystyle n=0}, уравнение имеет вид
{\displaystyle {\frac {1}{\xi ^{2}}}{\frac {d}{d\xi }}\left(\xi ^{2}{\frac {d\theta }{d\xi }}\right)+1=0.}
Перегруппируем слагаемые и проинтегрируем:
{\displaystyle \xi ^{2}{\frac {d\theta }{d\xi }}=C_{1}-{\frac {1}{3}}\xi ^{3}.}
Поделим обе части на {\displaystyle \xi ^{2}}, проинтегрируем:
{\displaystyle \theta (\xi )=C_{0}-{\frac {C_{1}}{\xi }}-{\frac {1}{6}}\xi ^{2}.}
Граничные условия {\displaystyle \theta (0)=1} и {\displaystyle \theta '(0)=0} предполагают, что постоянные интегрирования равны {\displaystyle C_{0}=1} и {\displaystyle C_{1}=0}. Следовательно,
{\displaystyle \theta (\xi )=1-{\frac {1}{6}}\xi ^{2}.}

#### n= 1
Если {\displaystyle n=1}, уравнение можно представить в виде
{\displaystyle {\frac {d^{2}\theta }{d\xi ^{2}}}+{\frac {2}{\xi }}{\frac {d\theta }{d\xi }}+\theta =0.}
Предположим, что решение можно представить в виде ряда
{\displaystyle \theta (\xi )=\sum _{n=0}^{\infty }a_{n}\xi ^{n}.}
В таком случае получается рекуррентное соотношение для коэффициентов разложения:
{\displaystyle a_{n+2}=-{\frac {a_{n}}{(n+3)(n+2)}}.}
Данное соотношение можно решить, получив общее решение:
{\displaystyle \theta (\xi )=a_{0}{\frac {\sin \xi }{\xi }}+a_{1}{\frac {\cos \xi }{\xi }}.}
Граничное условие для физической политропы требует, чтобы {\displaystyle \theta (\xi )\rightarrow 1} при {\displaystyle \xi \rightarrow 0}. Тогда {\displaystyle a_{0}=1,a_{1}=0}, что даёт решение в виде
{\displaystyle \theta (\xi )={\frac {\sin \xi }{\xi }}.}

#### n= 5
Рассмотрим уравнение Лейна — Эмдена:
{\displaystyle {\frac {1}{\xi ^{2}}}{\frac {d}{d\xi }}\left(\xi ^{2}{\frac {d\theta }{d\xi }}\right)+\theta ^{5}=0.}
Для {\displaystyle {\frac {d\theta }{d\xi }}} получим
{\displaystyle {\frac {d\theta }{d\xi }}={\frac {1}{2}}\left(1+{\frac {\xi ^{2}}{3}}\right)^{3/2}{\frac {2\xi }{3}}={\frac {\xi ^{3}}{3[1+{\frac {\xi ^{2}}{3}}]^{3/2}}}.}
Дифференцируем по ξ:
{\displaystyle \theta ^{5}={\frac {\xi ^{2}}{[1+{\frac {\xi ^{2}}{3}}]^{3/2}}}+{\frac {3\xi ^{2}}{9[1+{\frac {\xi ^{2}}{3}}]^{5/2}}}={\frac {9}{9[1+{\frac {\xi ^{2}}{3}}]^{5/2}}}.}
После упрощения получаем
{\displaystyle \theta ^{5}={\frac {1}{[1+{\frac {\xi ^{2}}{3}}]^{5/2}}}.}
Таким образом, уравнение имеет решение
{\displaystyle \theta (\xi )={\frac {1}{\sqrt {1+\xi ^{2}/3}}}}
при {\displaystyle n=5}. Данное решение финитно по массе, но бесконечно по радиусу, следовательно, данная политропа не имеет физического решения.

### Численные решения
В общем случае решения находят методами численного интегрирования. Многие стандартные методы предполагают, что задача формулируется в виде системы обыкновенных дифференциальных уравнений первого порядка. Например,
{\displaystyle {\frac {d\theta }{d\xi }}=-{\frac {\phi }{\xi ^{2}}},}
{\displaystyle {\frac {d\phi }{d\xi }}=\theta ^{n}\xi ^{2}.}
Здесь {\displaystyle \phi (\xi )} представляет собой безразмерную массу, определяемую как {\displaystyle m(r)=4\pi \alpha ^{3}\rho _{c}\phi (\xi )}. Соответствующими начальными условиями являются  {\displaystyle \phi (0)=0} и {\displaystyle \theta (0)=1}. Первое уравнение представляет собой уравнение гидростатического равновесия, второе — закон сохранения массы.

## Гомологические переменные

### Гомологически инвариантное уравнение
Известно, что если {\displaystyle \theta (\xi )} является решением уравнения Лейна—Эмдена, то и {\displaystyle C^{2/n+1}\theta (C\xi )} является решением. Решения, связанные подобным образом, называются гомологичными, процесс перехода между ними — гомологией. Если переменные выбираются инвариантными по отношению к гомологии, томы можем уменьшить порядок уравнения на единицу.
Существует множество таких переменных. Одним из удобных вариантов является следующий:
{\displaystyle U={\frac {d\log m}{d\log r}}={\frac {\xi ^{3}\theta ^{n}}{\phi }}}
и
{\displaystyle V={\frac {d\log P}{d\log r}}=(n+1){\frac {\phi }{\xi \theta }}.}
После дифференцирования логарифмов данных переменных по {\displaystyle \xi } получим выражения
{\displaystyle {\frac {1}{U}}{\frac {dU}{d\xi }}={\frac {1}{\xi }}(3-n(n+1)^{-1}V-U)}
и
{\displaystyle {\frac {1}{V}}{\frac {dV}{d\xi }}={\frac {1}{\xi }}(-1+U+(n+1)^{-1}V)}.
Затем разделим переменные на два уравнения для устранения зависимости от {\displaystyle \xi }, после чего получим выражение
{\displaystyle {\frac {dV}{dU}}=-{\frac {V}{U}}\left({\frac {U+(n+1)^{-1}V-1}{U+n(n+1)^{-1}V-3}}\right),}
являющееся уравнением первого порядка.

### Топология гомологически инвариантного уравнения
Гомологически инвариантное уравнение можно рассматривать как автономную пару уравнений
{\displaystyle {\frac {dU}{d\log \xi }}=-U(U+n(n+1)^{-1}V-3)}
и
{\displaystyle {\frac {dV}{d\log \xi }}=V(U+(n+1)^{-1}V-1).}
Поведение решений данных уравнений можно определить при анализе линейной устойчивости. Критические точки уравнения (где {\displaystyle dV/d\log \xi =dU/d\log \xi =0}) и собственные значения и векторы матрицы Якоби указаны в таблице ниже.
{\displaystyle {\begin{array}{|l|l|l|}\hline {\text{Критические точки}}&{\text{Собственные числа}}&{\text{Собственные векторы}}\\\hline (0,0)&3,-1&(1,0),(0,1)\\(3,0)&-3,2&(1,0),(-3n,5+5n)\\(0,n+1)&1,3-n&(0,1),(2-n,1+n)\\\left({\dfrac {n-3}{n-1}},2{\dfrac {n+1}{n-1}}\right)&{\dfrac {n-5\pm \Delta _{n}}{2-2n}}&(1-n\mp \Delta _{n},4+4n)\\\hline \end{array}}}